# آدم كينيدي
آدم كينيدي (بالإنجليزية: Adam Kennedy) (و. 1976  م) هو لاعب كرة قاعدة، من الولايات المتحدة، ولد في ريفرسايد، يلعب كقاعدي ثاني ‏.

## روابط خارجية
- آدم كينيدي على موقع دوري كرة القاعدة الرئيسي (الإنجليزية)
- آدم كينيدي على موقعبيزبول رفرنس.كوم (الدوري الرئيسي) (الإنجليزية)
- آدم كينيدي على موقعبيزبول رفرنس.كوم (الدوري الثانوي) (الإنجليزية)
- آدم كينيدي على موقع إي إس بي إن.كوم (أم.أل.بي) (الإنجليزية)
- آدم كينيدي على موقع مشجعي الرسوم البيانية (الإنجليزية)